# Opération Colombo

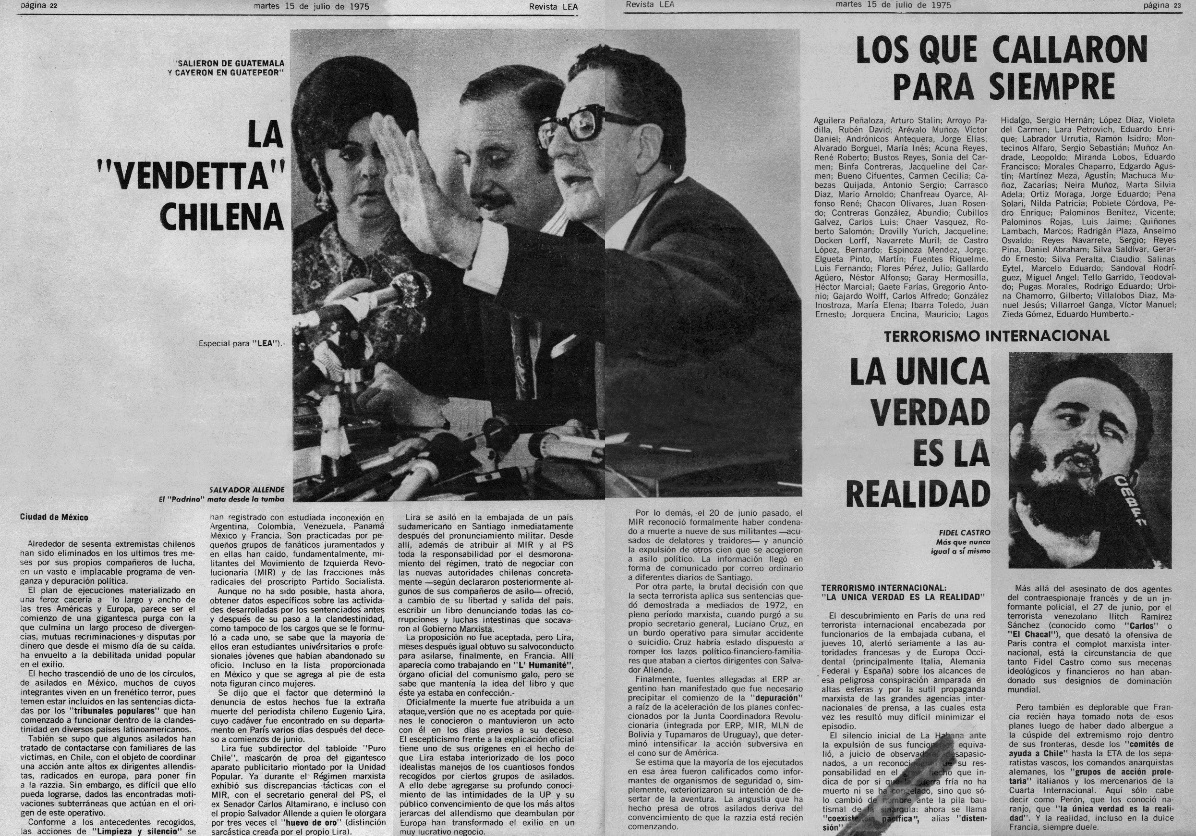
Articulo Completo de la Revista Argentina "Lea" del 15/07/1975.

L'« opération Colombo » désigne l'organisation par la police politique chilienne, la DINA, de la disparition d'opposants à la dictature militaire d'Augusto Pinochet mise en place au Chili après le coup d'État du 11 septembre 1973. Au sein de la DINA, Raúl Iturriaga, chef du Département des opérations extérieures de l'agence, fut spécialement chargé de cette double opération d'assassinat et de désinformation.

## L'Opération Colombo
Les cadavres de 119 membres du Mouvement de la gauche révolutionnaire (MIR) chilien furent retrouvés en Argentine et au Brésil en 1975. Selon la version inventée par la DINA, ces personnes auraient été tuées au cours de règlement interne à l'opposition politique. Pour porter sa thèse, elle créa ainsi deux faux magazines au Brésil et en Argentine. 
À la suite des accusations de l'ancien chef de la DINA, Manuel Contreras, selon lequel le général Pinochet était le donneur d'ordre du massacre, c'est par dix voix contre six que la Cour suprême du Chili leva l'immunité du général Augusto Pinochet en septembre 2005 et chargea le juge Victor Montiglio de l'enquête au sujet de ses responsabilités dans l'« opération Colombo ». Les examens médicaux pratiqués conclurent que son état de santé physique et mental lui permettait d'affronter un procès mais sa mort en décembre 2006 interrompit la procédure judiciaire. Le juge Víctor Montiglio appliqua à Contreras l'amnistie promulguée en 1978, mais d'autres agents de la DINA demeurent poursuivis pour cette affaire.
Avec l'enquête de Montiglio, on apprit en 2007 que les militants enlevés avaient été transportés dans des centres de détention de la DINA par des camions de la firme Pesquera Arauco, une entreprise de la Cinquième Région contrôlée par le chef de la DINA, Manuel Contreras.

## Autres cas d'assassinats maquillés en règlements de comptes
La dictature de Pinochet utilisa à d'autres occasions cette tactique, par exemple lors de l'assassinat des communistes Santiago Nattino (juriste), de Manuel Guerrero (professeur) et de José Manuel Parada (sociologue), en 1985. Cette affaire est connue comme le Caso Degollados (affaire des gorges tranchées).